# Ungheria ai I Giochi olimpici invernali
L'Ungheria partecipò ai I Giochi olimpici invernali, svoltisi a Chamonix dal 25 gennaio al 5 febbraio 1924, senza aggiudicarsi medaglie.